# Памятник Тарасу Шевченко (Санкт-Петербург)
Памятник Тарасу Шевченко — монумент, воздвигнутый в честь украинского поэта Тараса Шевченко в городе Санкт-Петербурге, с которым связаны основные этапы жизни и деятельности украинского поэта, писателя и художника.
В разные исторические периоды в Санкт-Петербурге было установлено несколько памятников Тарасу Шевченко, последний из которых был подарен городу канадским скульптором украинского происхождения Лео Молом и торжественно открыт в 2000 году.

## История
Первый памятник Т. Шевченко в Петрограде был сооружен в 1918 году по проекту латвийского скульптора Яниса Тилберга в рамках плана монументальной пропаганды. Памятник был поставлен на Кронверкском проспекте, однако, будучи выполнен из непрочного материала (гипса), он просуществовал до 1926 года.

Первый памятник Шевченко в Петрограде (1918—1926)

В начале 1989 года Ленинградский исполнительный комитет издал решение «О проведении открытого конкурса на лучший проект памятника Т. Г. Шевченко», и уже 9 марта 1989 года на Васильевском острове, на ул. Шевченко состоялась торжественная установка закладного камня на месте будущего памятника (арх. Н. В. Жиглов). Однако конкурс на памятник был вскоре объявлен закрытым, так как из 4-х представленных проектов, ни один не был выбран победителем, также высказывались критические замечания относительно места установки. 
В 1993 году канадский скульптор, украинского происхождения, Леонид Григорьевич Молодожанин (Лео Мол) обратился к мэру Санкт-Петербурга Анатолию Собчаку с предложением установить памятник Тарасу Шевченко — бронзовую скульптуру, которую он приносит в дар городу. Это предложение было принято, а последовавшее распоряжение мэра города положило начало работ по осуществлению этого проекта. В проекте установки памятника приняли участие четыре государства Украина, Россия, Канада, Финляндия (изготовление гранитного постамента).
Первоначально памятник должен был быть установлен перед фасадом библиотеки Академии наук, в дальнейшем скульптору было предложено четыре места для установки памятника. «Оценив любезно предложенные Вами варианты места постановки памятника, писал скульптор мэру Санкт-Петербурга А. А. Собчаку — я считаю, что монумент Тараса Шевченко наилучшим образом вписывается в ансамбль площади на Петроградской стороне, ограниченной Ординарной, Малой улицами и Левашовским проспектом и Малой улицами». В дальнейшем площадь получила наименование — Славянская.

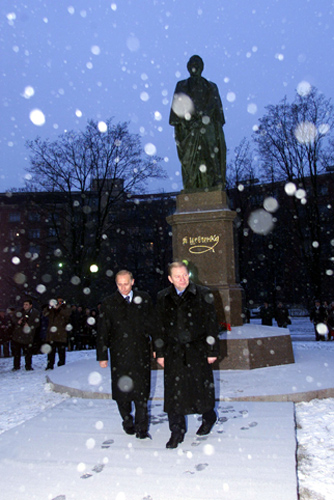
Президенты России и Украины на церемонии открытия памятника Т. Г. Шевченко в Санкт-Петербурге (22.12.2000)

## Открытие памятника
22 декабря 2000 года в присутствии Президента РФ В. В. Путина и Президента Украины Л. Д. Кучмы на площади был торжественно открыт памятник «великому сыну Украины-Руси» Т. Г. Шевченко.
В 2001 году площадь получила имя Т. Шевченко, в честь этого события у входа в сквер установлен каменный валун, на котором на двух языках русском и украинском, этот факт и описывается. Отсюда открывается вид на памятник, который представляет собой фигуру молодого Тараса Григорьевича в рост (высота скульптуры — 2,8 м), руки скрещены на поясе, в левой руке, придерживающей полу крылатки — книга. Поэт изображен с непокрытой головой, волосы зачесаны назад, лоб открыт, брови сдвинуты. Скульптура установлена на сложнопрофилированный четырехгранный постамент из красного гранита. Проект постамента разработан Санкт-Петербургским архитектором С. П. Одноваловым (высота постамента — 3,6 м).

## Автор монумента
Автор бронзовой скульптуры Л. Г. Молодоженин (Лео Мол), родился в 1915 году на Украине, учился в Ленинградском институте живописи, скульптуры и архитектуры у М. Г. Манизера, после войны 1941—1945 гг. оказался за рубежом, где продолжал работать, стал всемирно известным скульптором, членом Королевской Академии Наук Канады, членом-корреспондентом Национального Объединения скульпторов Америки, кавалером ордена Кеннеди. В 1992 г. в Канаде открылся «Скульптурный парк Лео Мола». Им были созданы образы Уинстона Черчилля, Дуайта Эйзенхауэра, Джона Кеннеди, папы Иоанна XXIII, папы Павла VI и других выдающихся личностей. Выполненные им скульптуры установлены в Вашингтоне, Буэнос-Айресе, Прудентополисе и в других городах. На русскую тему им созданы композиции Святых Владимира и Ольги в Лондоне, скульптурный портрет А.Бородина и П.Чайковского в Санкт-Петербурге.
Из письма А. А. Собчака автору и скульптору памятника:
Думаю, что народ Украины, а также украинцы России, Канады и других стран, будут бесконечно признательны Вам за понимание великой роли Кобзаря в формировании сознания и культуры украинского народа
Дар Лео Мола Санкт-Петербургу — памятник Тарасу Шевченко — останется не только монументальным произведением города, но и неизменной страницей истории дружественных отношений России и Украины.